# Nel bosco (racconto)
Nel bosco (藪の中?, Yabu no Naka) è un racconto dello scrittore giapponese Ryūnosuke Akutagawa pubblicato sulla rivista letteraria Shinchō nel gennaio 1922.

## Trama
La storia si apre con il resoconto del ritrovamento, da parte di un boscaiolo, di un cadavere in mezzo a un bosco di bambù: l'uomo è morto per omicidio a causa di un colpo di spada al petto; le foglie calpestate sparse intorno al corpo suggeriscono una lotta violenta, senza ulteriori indizi su ciò che è realmente accaduto. Vengono rinvenuti solo un pezzo di corda e un pettine.
La successiva testimonianza viene deposta da un monaco buddista: dice di aver incontrato l'uomo, accompagnato da una donna a cavallo, durante il mezzogiorno del giorno precedente all'omicidio; l'uomo portava con sé una spada, un arco e una faretra nera. Questi dettagli non sono presenti nel racconto fatto dal boscaiolo.
La prossima persona chiamata a testimoniare è un homen (un prigioniero rilasciato che collabora con la polizia): l'homen ha catturato un criminale di nome Tajomaru, il quale è rimasto ferito in seguito ad una caduta da cavallo e portava con sé un arco e una faretra nera, non facenti parte del suo solito arsenale. Questo sembrerebbe dimostrare che Tajomaru è l'autore dell'omicidio, ma egli non aveva con sé la spada appartenuta al morto.
La successiva dichiarazione è quella di una signora anziana, che si identifica come la madre della ragazza scomparsa. Sua figlia è una bella e volitiva diciannovenne di nome Masago, sposata con il samurai ventiseienne Takehiro, il morto. Ella afferma che l'unico uomo con cui sua figlia sia mai stata è Takehiro, e implora la polizia di trovarla.
Tajomaru confessa di aver incontrato la coppia sulla strada verso il bosco, e che, rimasto colpito dalla bellezza della ragazza, decise di possederla. Per poterlo fare senza complicazioni, separò la coppia attirando Takehiro nel bosco con la promessa di trovarvi un tesoro sepolto; in seguito riempì la bocca di Takehiro con delle foglie di bambù, legandolo a un cipresso e andando a prendere Masago. Quando Masago vide il marito legato all'albero, cercò di accoltellare Tajomaru con un pugnale, fallendo e venendo posseduta. Tajomaru afferma che non avrebbe voluto uccidere Takehiro: Masago lo pregò di uccidere o il marito o se stesso, poiché non poteva vivere col pensiero di due uomini a conoscenza del suo disonore. Tajomaru e Takehiro duellarono a colpi di spada, e durante questo confronto Masago fuggì. Tajomaru sconfisse l'uomo, appropriandosi della spada, dell'arco e della faretra nera, così come del cavallo della donna. Inoltre, Tajomaru dice di aver venduto la spada prima di essere catturato dall'homen.
La penultima deposizione è quella di Masago: Tajomaru fuggì dopo averla stuprata, mentre suo marito, ancora legato all'albero, la guardò con gelido disprezzo. Masago si vergognò di essere stata violentata e desiderò la morte, pregando Takehiro di morire insieme. Lui parve accettare, dunque Masago lo pugnalò al petto. Dopo essersi rifugiata nel bosco, tentò più volte il suicidio, inutilmente.
Infine, a parlare è il fantasma di Takehiro, tramite una medium: dopo lo stupro, Tajomaru chiese a Masago di lasciare il marito per diventare sua moglie. La ragazza, sedotta dal brigante, accettò la proposta, chiedendogli però di uccidere il marito. Tajomaru si infuriò e la gettò a terra, chiedendo a Takehiro se dovesse uccidere quella disonorevole donna. Sentendo queste parole, Masago fuggì nel bosco. A questo punto, Tajomaru liberò Takehiro, per poi allontanarsi. Takehiro si suicidò con il pugnale. Poco prima di morire, egli percepì qualcuno strisciare verso di lui ed estrargli il pugnale dal petto. Anche in quel momento, è evidente la rabbia provata nei confronti della moglie.